# Ewald Fiedler
Ewald Fiedler (* 18. November 1889 in Berlin; † 25. Oktober 1980 in Homburg) war ein deutscher Ministerialbeamter.

## Leben
Ewald Fiedler war von 1922 bis 1925 Assistent an der Handelshochschule Mannheim. Anschließend war er bis 1936 am Statistischen Reichsamt und kam bis 1945 in das Reichsfinanzministerium. Hier wurde er Anfang April 1942 Ministerialdirigent. Er war Mitglied der SS.
Nach dem Krieg war er von 1946 bis 1948 in der Privatwirtschaft tätig und kam dann an den Rechnungshof des Deutschen Reiches in der Britischen Zone. Hier blieb er auch nach der Umbenennung im November 1948 in Rechnungshof im Vereinigten Wirtschaftsgebiet. 1950 wechselte er an den neu eingerichteten Bundesrechnungshof nach Bonn, welcher aus dem Rechnungshof im Vereinigten Wirtschaftsgebiet entstanden war.
1951 wurde er Ministerialrat und war ab 1954 als übertariflicher Angestellter im Bundesrechnungshof aktiv. Er war Leiter der Gutachterabteilung im Bundesrechnungshof. 1957 schied er aus.
Am 9. Oktober 1924 hatte er in Dobbertin Anna Marie Carla Meta Julie von dem Knesebeck (1894–1971) geheiratet, Tochter von Gerlach von dem Knesebeck (1854–1917) und Marie, geb. Brumhard.
Am 31. März 1957 wurde Fiedler mit dem Großen Verdienstkreuz ausgezeichnet.

## Werke (Auswahl)
- Wohnungsnot und Sterblichkeit. Giessen, 1922.
- Die Entwicklung der preußischen Gemeindefinanzgesetzgebung und ihr Einfluß auf die Gestaltung des Gemeindehaushaltes bis zur Gegenwart. 1923.
- Haushaltkritische Betrachtungen zum Bundeshaushalt. Holzmann, 1958.